# Silvano Prandi
Silvano Prandi (San Benedetto Belbo, 13 novembre 1947) è un allenatore di pallavolo ed ex pallavolista italiano, di ruolo palleggiatore.
Conosciuto con il soprannome "il Professore", ricopre l'incarico di allenatore dello Chaumont, squadra francese che milita nel massimo campionato di pallavolo transalpino.

## Carriera

Prandi nel 1964, durante il suo primo anno al Cuneo

Diplomato all'ISEF, insegnò per un periodo educazione fisica, dall'età di 13 anni palleggiò nelle serie minori col Cuneo VBC; nel 1969 approdò al CUS Torino, con la cui maglia giocò per tre anni prima di muovere i primi passi come allenatore nelle giovanili del club. Nel 1976 fu chiamato a dirigere la prima squadra, che guidò alla vittoria di quattro scudetti (Klippan 1978-79, Robe di Kappa 1979-80, 1980-81 e 1983-84), una Coppa delle Coppe (1984) e la Coppa dei Campioni del 1980, la prima vinta da un club italiano e non proveniente dall'Europa dell'Est.
Tra il 1982 e il 1986 allenò anche l'Italia, affiancato del commissario tecnico Carmelo Pittera; in azzurro vinse l'oro ai Giochi del Mediterraneo di Rabat (1983) e lo storico bronzo alle Olimpiadi di Los Angeles del 1984. Nel 1988, dopo la rinuncia del CUS a prendere parte al torneo di A1, lasciò Torino per approdare al Petrarca Padova. Dopo cinque stagioni fece ritorno in Piemonte, ingaggiato dall'Alpitour Diesel Cuneo. Tra il 1993 e il 1999 vinse due Coppe delle Coppe (1997 e 1998), una Coppa CEV (1996), due Coppe Italia (1995-96 e 1998-99), una Supercoppa Italiana e due Supercoppe Europee.
Nel 1999 passò alla Lube Banca Marche Macerata, con la quale vinse nel 2001 sia la Coppa Italia che la Coppa CEV. Successivamente allenò la 4 Torri Ferrara e l'Itas Diatec Trentino, squadra dalla quale, nel 2005, subì il primo esonero della sua carriera. Nello stesso anno ritornò a Cuneo; con la BreBanca Lannutti, ha vinto la Coppa Italia 2005-06. Dal 21 ottobre 2008 è ufficialmente il tecnico della Nazionale bulgara maschile, grazie al contatto, come già anticipato in precedenza, dall'ex giocatore Ljubomir Ganev. Il 29 aprile 2009 ha lasciato la squadra cuneese per la chiamata della Trenkwalder Modena da cui è stato esonerato il 23 gennaio 2011.
Nel 2011 viene ingaggiato per guidare l'Andreoli Latina, la porta a disputare una storica semifinale scudetto e a guadagnare il pass per l'Europa (Cev Cup). Dopo due stagioni a Latina, viene ingaggiato dal club francese dell'ASUL Lyon dove raggiunge la salvezza il primo anno mentre al suo secondo anno chiude al terzo posto di regular season (guadagnando il pass per la Cev Cup) ed esce in soltanto in semifinale contro Parigi al termine di una tiratissima gara 3. Al termine della stagione di separa dall'ASUL Lione e si unisce con il Chaumont Volley-Ball 52 Haute-Marne, con cui conquista un campionato transalpino e la Supercoppa francese 2017. A fine dicembre 2018 la Federazione pallavolistica bulgara annuncia il suo ingaggio come selezionatore della nazionale maschile, incarico che mantiene fino alla fine del 2021.

## Palmarès[1]

### Allenatore

#### Club

Prandi (in piedi, primo da sinistra) allenatore del CUS Torino campione d'Italia 1978-79

- Campionato italiano: 4

1978-79, 1979-80, 1980-81, 1983-84
- Campionato francese: 1

2016-17
- Coppa Italia: 4

1995-96, 1998-99, 2000-01, 2005-06
- Coppa di Francia: 1

2021-22
- Supercoppa italiana: 1

1996
- Supercoppa francese: 1

2017
- Champions League: 1

1979-80
- Coppa delle Coppe: 3

1983-84, 1996-97, 1997-98
- Supercoppa europea: 2

1996, 1997
- Coppa CEV: 2

1995-96, 2000-01
- Boy League: 1

1997-98

#### Nazionale (Competizioni minori)
- Giochi del Mediterraneo 1983

#### Premi individuali
- 2018 - Ligue A: Miglior allenatore